# 王玄恕
王 玄恕（おう げんじょ、? - 621年）は、中国隋末唐初の人物。鄭の初代皇帝王世充の次男。

## 生涯
開明元年（619年）4月10日、漢王に封ぜられた。
開明2年（620年）7月21日、洛陽の含嘉城に派遣されて駐屯した。
武徳4年（621年）、虎牢の戦い後に王世充が唐に降伏して以降は、庶人に落とされ、兄弟らとともに蜀の地へ流された。その途中で、王世充とその兄の王世惲は、かねての仇敵であった独孤修徳によって殺害された。王世充のその他の親族は、みな謀反のかどで誅殺された。

## 参考資料
- 『資治通鑑』巻189「唐紀五」
- 『旧唐書』巻54列伝第四「王世充伝」
- 『新唐書』巻85列伝第十「王世充伝」